# Arra-Fulbé
Arra-Fulbé est une commune située dans le département de Koutougou, dans la province du Soum, région du Sahel, au Burkina Faso.